# Buchanania axillaris
Buchanania axillaris là một loài thực vật có hoa trong họ Đào lộn hột. Loài này được (Desr.) Ramamoorthy mô tả khoa học đầu tiên năm 1976.